# Arbrå
Arbrå ist ein Ort (tätort) in der schwedischen Provinz Gävleborgs län, in der historischen Provinz (landskap) Hälsingland.

## Lage
Arbrå gehört zur Gemeinde Bollnäs und innerhalb dieser seit 1. Januar 2016 zum Distrikt Arbrå. Der Ort ist mit fast 2000 Einwohnern die zweitgrößte Ortschaft der Gemeinde. Er liegt etwa 100 km Luftlinie nordnordwestlich der Provinzhauptstadt Gävle und 13 km nördlich von Bollnäs am rechten Ufer des Flusses Ljusnan. Unterhalb (südlich) des Ortes durchfließt der Ljusnan den See Flästasjön; am östlichen Ortsrand sind der Fluss und der nördlich gelegene See Kyrksjön durch einen Damm mit dem in den 1960er-Jahren erbauten Wasserkraftwerk Norränge reguliert.
Arbrå besitzt einen Bahnhof bei Kilometer 113 der 1881 durchgehend eröffneten, dort ursprünglich als Stammbahn durch das Nordland (Stambanan genom Norrland) bezeichneten Nördlichen Stammbahn (Norra stambanan) von Gävle nach Ånge. Westlich wird der Ort vom Riksväg 83 umgangen, der von der Europastraße 4 bei Tönnebro südlich von Söderhamn über Bollnäs kommend weiter dem Fluss und der Bahnstrecke ebenfalls bis Ånge folgt.
Etwa 5 km nördlich, bei der Ortschaft Vallsta, befindet sich der kleine Flugplatz Arbrå (Arbrå flygfält, ICAO-Code ESUB), der nicht für den regulären Flugverkehr, sondern nur von lokalen Fliegerverein genutzt wird.

## Geschichte
Seit dem Mittelalter hatte Arbrå als Sitz eines Kirchspiels (socken) gewisse Bedeutung, aus dem 1863 die gleichnamige Landgemeinde (Arbrå landskommun) hervorging. Mit dem Bau der Bahnstrecke in den 1880er-Jahren und wenig später der Errichtung eines ersten Wasserkraftwerkes, das die Energie der Stromschnellen im Bereich des Ortes nutzte, siedelten sich verschiedene Industriebetriebe an, darunter die Maschinenfabrik Arbrå Verkstad (später Tochterunternehmen von Allis-Chalmers und Trelleborg AB, heute Teil der Sandvik AB), eine Fabrik für Tresore (Arbrå Kassaskåpsfabrik) und die Textilfabrik Forsbro textil. Die Landgemeinde wurde mit der Kommunalreform von 1971 noch in eine Gemeinde (kommun) umgewandelt, die jedoch bereits zum 1. Januar 1974 in der Gemeinde Bollnäs aufging. Größter Arbeitgeber heute ist der Kundendienstbereich des Energieversorgers Fortum.

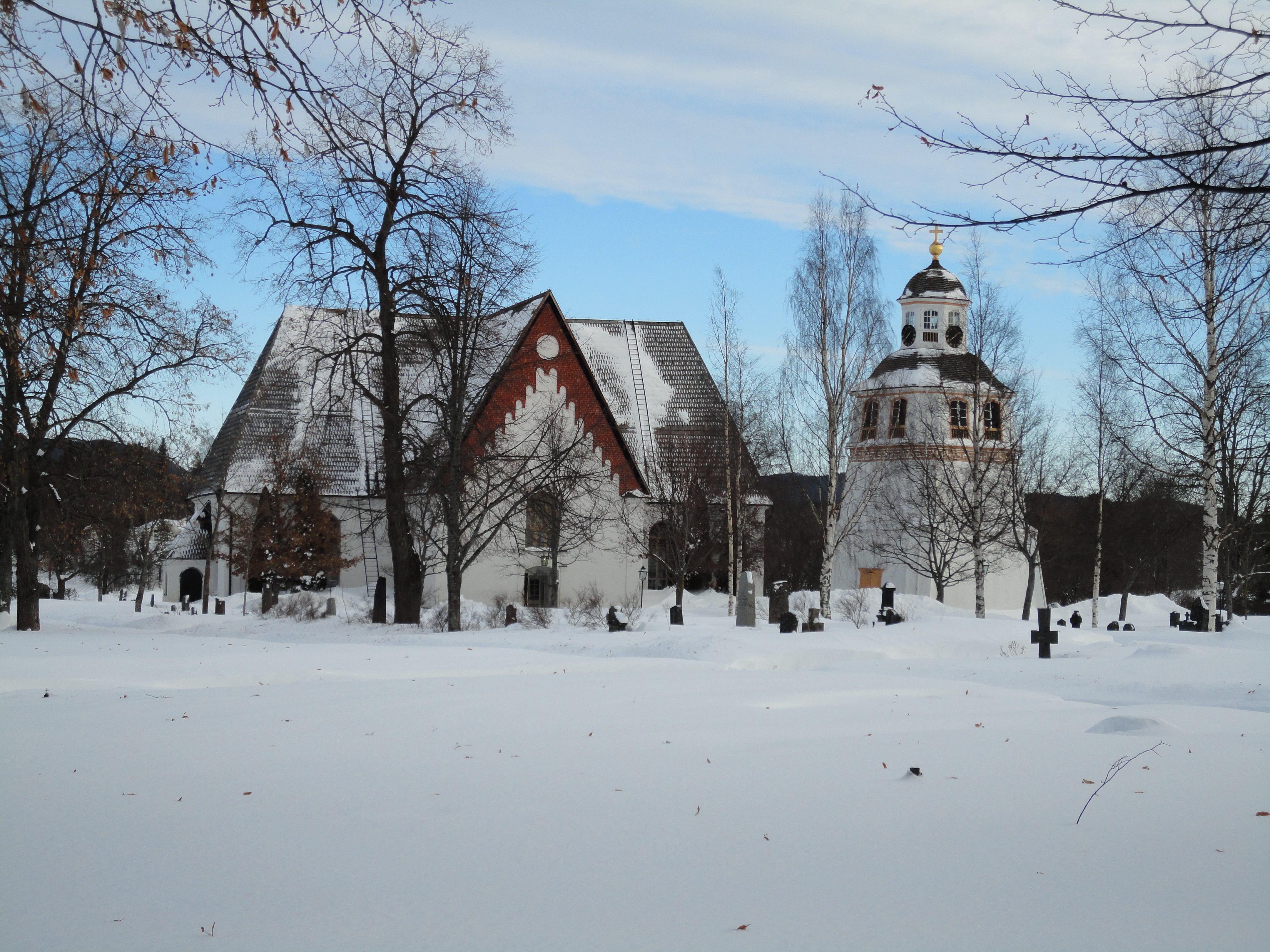
Kirche von Arbrå mit Glockenstapel
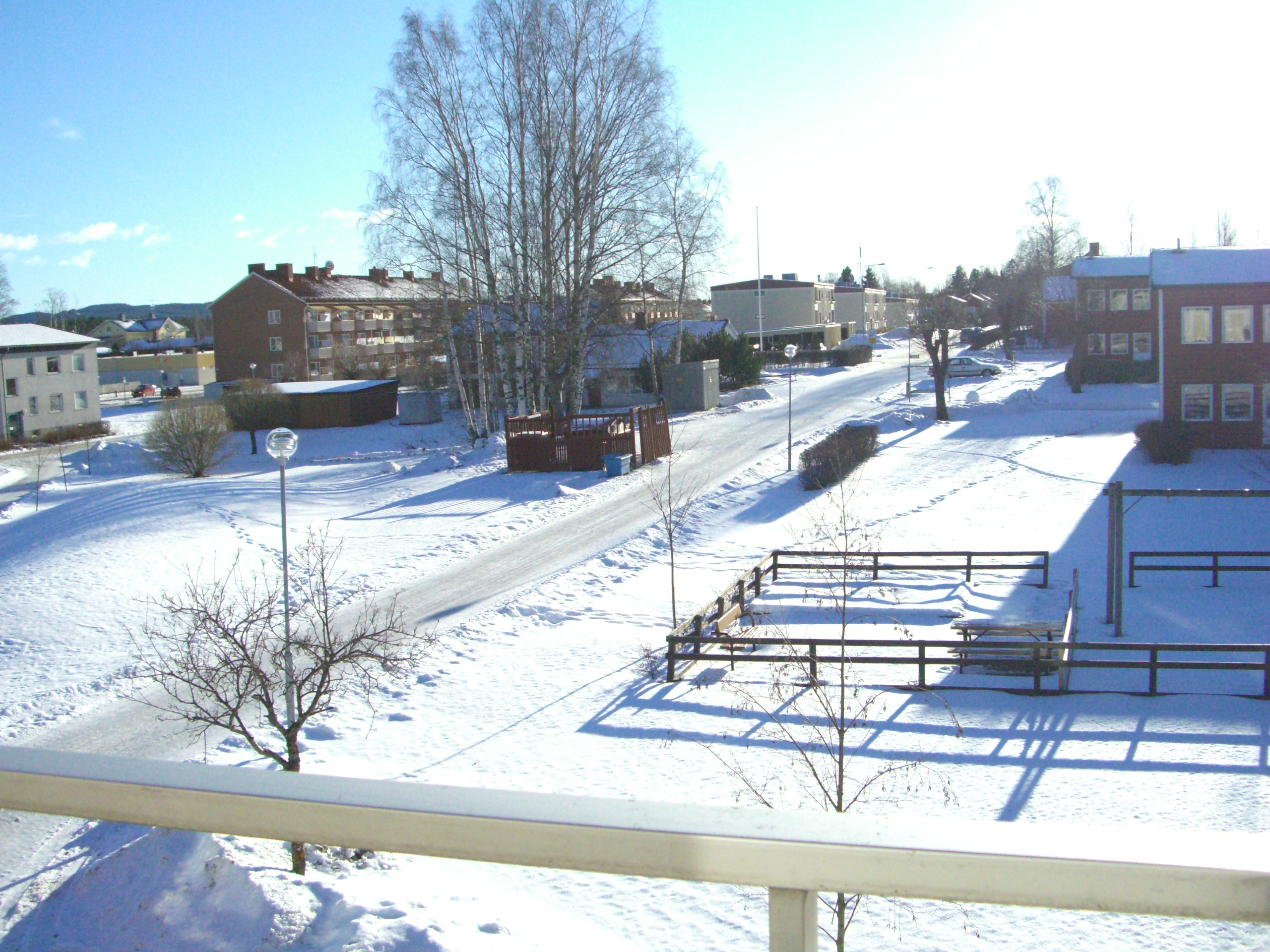
Wohngebiet Åsparken in Arbrå
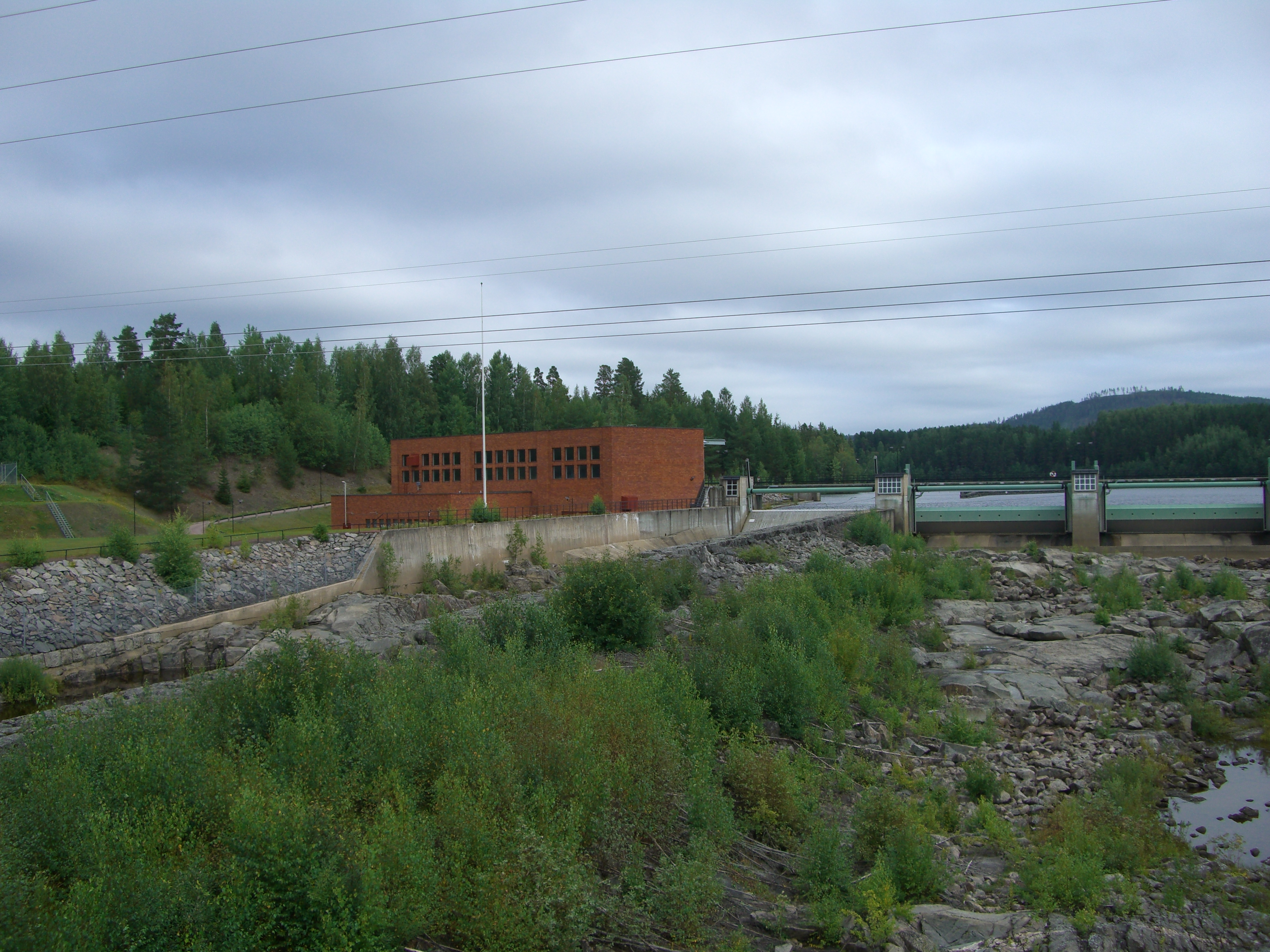
Wasserkraftwerk Norränge bei Arbrå
Wappen der Gemeinde Arbrå (bis 1973)

## Sehenswürdigkeiten
Die Kirche von Arbrå (Arbrå kyrka) wurde um die Wende zum 16. Jahrhundert errichtet und erlangte durch Anbauten 1753/1754 ihre heutige Form. Der freistehende Glockenstapel von 1637 wurde zuletzt 1821 umgebaut.

## Persönlichkeiten

### Söhne und Töchter des Ortes
- Erik Jonsson (1873–1958), Sportschütze
- Folke Alnevik (1919–2020), Leichtathlet
- Gun Ädel (1938–2021), Skilangläuferin
- Sven-Olof Bergvall (* 1943 in Arbrå), Skisportler
- Thomas Eriksson (* 1963), Leichtathlet

### Sonstige mit Arbrå verbundene Persönlichkeiten
- Peter Stormare (* 1953), Schauspieler, aufgewachsen in Arbrå
- Anna-Clara Tidholm (* 1946), Kinderbuchautorin und -illustratorin, lebt bei Arbrå